# Wiktor Lampe
Wiktor Lampe (ur. 10 marca 1875 w Warszawie, zm. 8 września 1962 tamże) – polski chemik. 

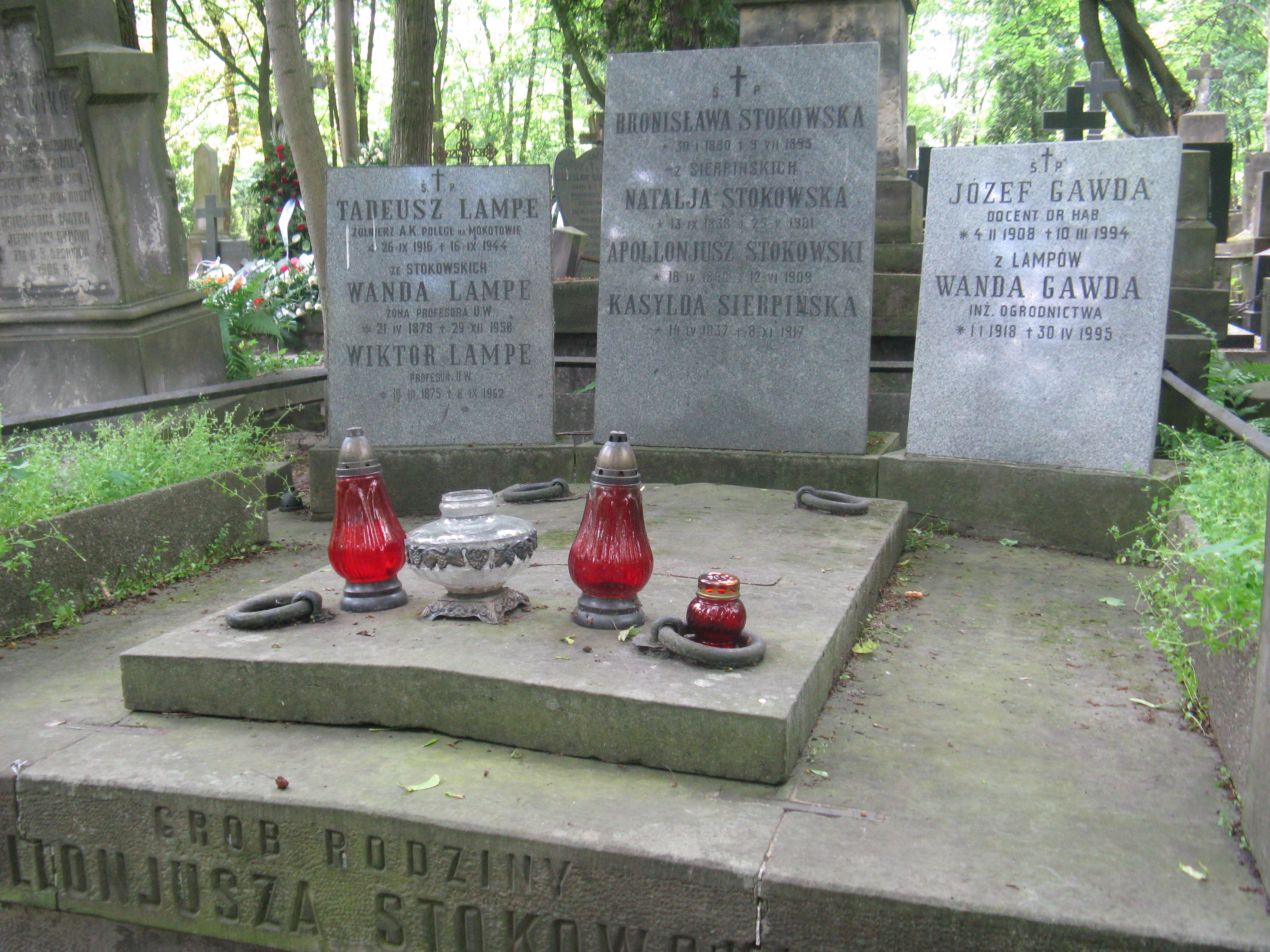
Nagrobek Wiktora Lampego

Od 1896 studiował na uniwersytecie w Karlsruhe, po ich ukończeniu wyjechał do Berna, gdzie kontynuował naukę pod kierunkiem Stanisława Kostaneckiego. W 1902 obronił pracę doktorską, a następnie pozostał na uczelni gdzie był współpracownikiem prowadził prace badawcze w dziedzinie barwników, teorii barwy i techniki barwienia. Był asystentem Stanisława Kostaneckiego i współautorem wielu prac naukowych dotyczących syntezy flawonów. W 1907 po habilitacji uzyskał stopień docenta. Po śmierci prof. Kostaneckiego w 1911 wyjechał do Krakowa, gdzie objął stanowisko docenta na Uniwersytecie Jagiellońskim. W 1919 przeprowadził się do Warszawy, gdzie został profesorem Uniwersytetu Warszawskiego i kontynuował prace badawcze, objął wówczas kierownictwo Zakładu Chemii Organicznej. Należał do grupy założycieli Polskiego Towarzystwa Chemicznego, od czerwca 1920 był jego członkiem, a od 1926 wiceprezesem. W 1927 był organizatorem i koordynatorem przebiegu VIII Konferencji Unii Międzynarodowej Chemii Czystej i Stosowanej, od 1932 przez cztery lata był prezesem Towarzystwa. Zainicjował i współprojektował gmach Wydziału Chemii w Warszawie przy ulicy Ludwika Pasteura 1, którego budowę ukończono latem 1939. Podczas okupacji wykładał na tajnych kompletach uniwersyteckich. Po II wojnie światowej powrócił do pracy na uczelni w Zakładzie Chemii Organicznej, w 1948 był współorganizatorem zorganizowanego we Wrocławiu Zjazdu Chemików Polskich, a w 1951 Kongresu Nauki Polskiej. W uznaniu wybitnych osiągnięć naukowych i dydaktycznych w 1956 został odznaczony Krzyżem Komandorskim Orderu Odrodzenia Polski. Pochowany na Powązkach w Warszawie (kwatera J-1-13/14).
Był jednym z pierwszych w Polsce chemików zajmujących się syntezą barwników do fotografii barwnej.
Wspólnie ze Stanisławem Kostaneckim byli pierwszymi naukowcami którzy zsyntetyzowali kwercetynę - związek chemiczny będący przedstawicielem barwników flawonowych. Był członkiem tytularnym (od 1952) i członkiem rzeczywistym (od 1957) Polskiej Akademii Nauk oraz Polskiej Akademii Umiejętności.